# Niederwambach
Niederwambach là một đô thị ở huyện Neuwied, bang Rheinland-Pfalz, nước Đức. Đô thị Niederwambach có diện tích 6,88 km².